# Carl Roth (Bibliothekar)
Carl Roth (* 17. Juni 1880 in Lausanne; † 21. Mai 1940 in Basel) war ein Schweizer Historiker, Bibliothekar und Denkmalpfleger.

## Leben
Die Familie Roth stammte aus dem Kanton Solothurn und wanderte von dort in das badische Markgräflerland aus, wo sie seit 1586 im Wiesental und Kandertal nachzuweisen ist. Erst der Vater von Carl Roth liess sich 1880 in Basel einbürgern.
Carl Roth besuchte das Humanistische Gymnasium in Basel und legte dort 1899 seine Maturitätsprüfung ab, um anschliessend das Studium der Geschichte, der Philosophie und der deutschen Philologie an der Universität Basel aufzunehmen. Das Wintersemester 1901/02 verbrachte er an der Humboldt-Universität zu Berlin. Zu seinen Lehrern in Basel gehörte auch Rudolf Thommen. Bei ihm und Adolf Baumgartner promovierte er zum Thema Die Auflösung der Tiersteinischen Herrschaft. Seit 1909 arbeitete Roth im  Handschriftenkabinett der Universitätsbibliothek Basel und 1913 übernahm er dessen Leitung. 
Er beschrieb den Inhalt des Basler Kirchenarchivs und der Falkeisensammlung und veröffentlichte die Akten der Überführung des Reliquienschatzes des Domstiftes Basel nach dem Kloster Mariastein.
In seinen Publikationen befasste er sich u. a. mit Basilius Amerbach und Bonifacius Amerbach sowie Erasmus von Rotterdam. Roth bearbeitete auch die Stammtafeln ausgestorbener Gelehrtengeschlechter Basels auf, die er in den Bänden 15–17 und 19 der Basler Zeitschrift für Geschichte und Altertumskunde veröffentlichte. Im Basler Jahrbuch erschienen seine Studien über bedeutende Basler Bauten wie den Markgräflerhof.
Er steuerte eine Reihe von Beiträgen zum Historisch-Biographischen Lexikon der Schweiz bei. Roth arbeitete im Vorstand der Historischen und Antiquarischen Gesellschaft zu Basel mit, die er von 1919 bis 1922 leitete. 
Er war staatlicher Delegierter bei der Basler Öffentlichen Denkmalpflege und wirkte bei den Vorarbeiten für ein Basler Denkmalschutzgesetz mit. 
Bei der Restaurierung des Spalentors in den Jahren 1930–1934 war Roth eine treibende Kraft und überwachte die Arbeiten als Delegierter der Eidgenössischen Kommission für historische Kunstdenkmäler. Für diese Kommission war er von 1931 bis 1935 auch bei anderen Projekten tätig.
Darüber hinaus war er Vizepräsident des Schweizerischen Burgenvereins. Auf diesem Interessengebiet gab er 1932/33 das Werk Die Burgen und Schlösser der Kantone Basel-Stadt und Basel-Landschaft in zwei Bänden heraus, der auf dem Standardwerk von Walther Merz über die Burgen im Sisgau aufbaut.

## Schriften (Auswahl)
- Stammtafeln einiger ausgestorbener Basler Gelehrtenfamilien Teil 1, Teil 2, Teil 3, Teil 4